# Tegenaria lunakensis
Tegenaria lunakensis är en spindelart som beskrevs av Benoy Krishna Tikader 1964. Tegenaria lunakensis ingår i släktet husspindlar, och familjen trattspindlar.
Artens utbredningsområde är Nepal. Inga underarter finns listade i Catalogue of Life.